# ラピッドシティ

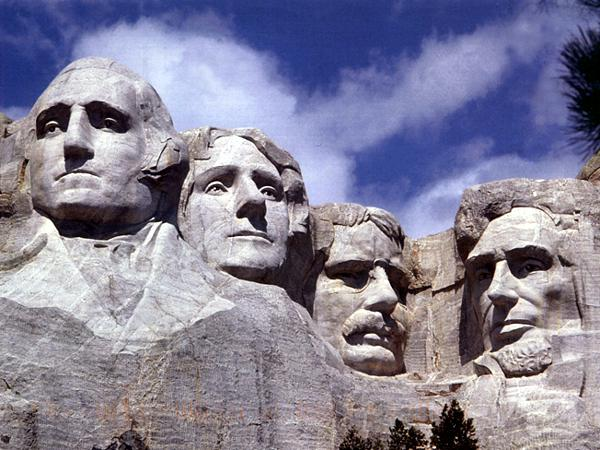
ラシュモア山

ラピッドシティ（Rapid City）は、アメリカ合衆国サウスダコタ州の都市。ペニントン郡の郡庁所在地である。人口は7万4703人（2020年）で、スーフォールズに次ぐ同州第2の都市である。同市はブラックヒルズの近くに位置し、周辺のラシュモア山、バッドランズ国立公園、デビルズタワーなどの国立公園の玄関口として観光産業が発展している。また、鉱業、農業、林業も盛んである。

## 歴史

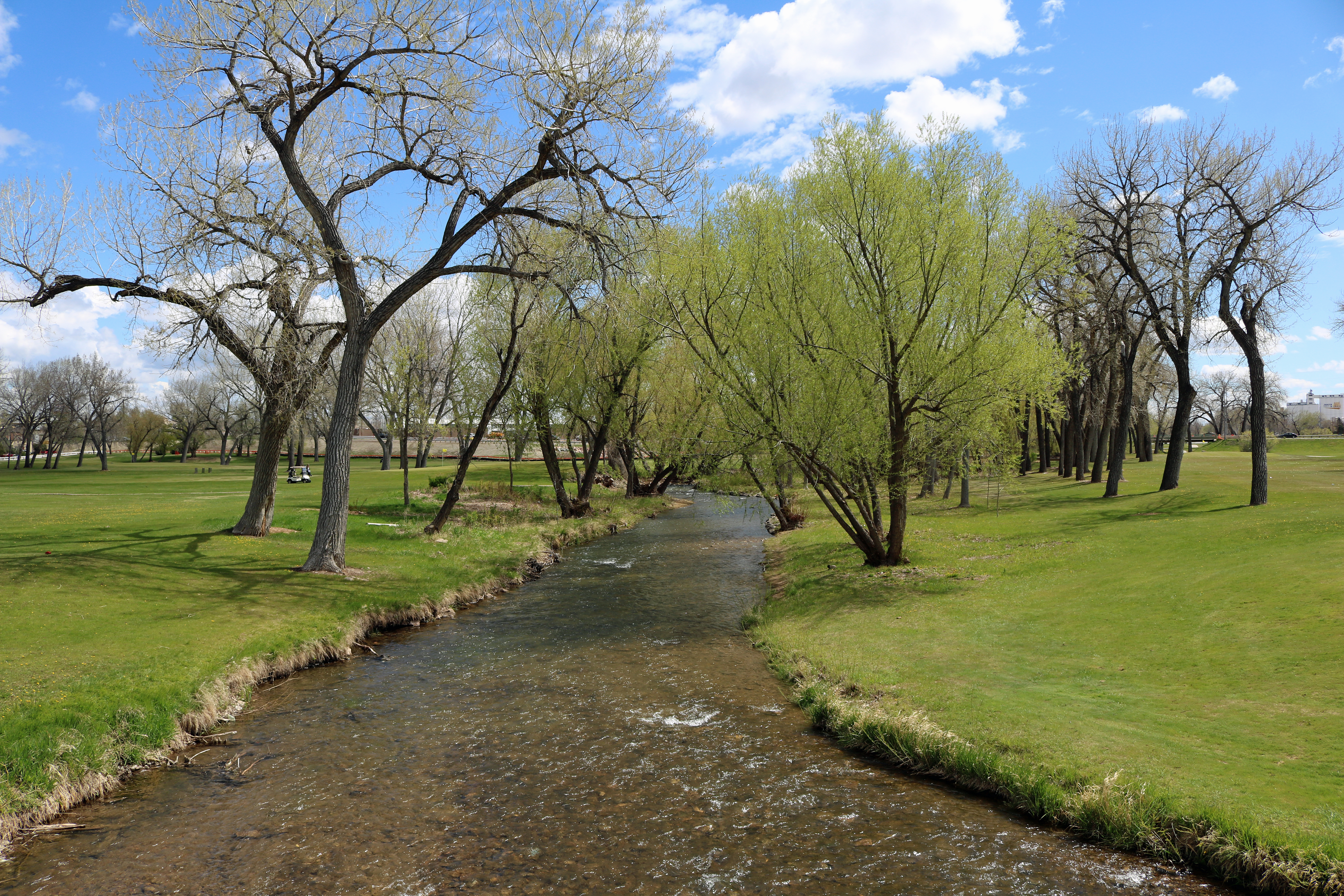
公園を流れるラピッド・クリーク

1874年、ネイティブ・アメリカンのオグララ・スー族の土地、ブラックヒルズにある渓流で金が発見されて以来、この地に人々が移り住み、2年後の1876年にラピッドシティが建設された。名前は街を流れるラピッド・クリークに由来する。

## 地理
ラピッドシティは北緯44度4分34秒 西経103度13分42秒 / 北緯44.07611度 西経103.22833度に位置している。標高は976メートルである。
アメリカ合衆国統計局によると、ラピッドシティ市は総面積115.7km²（44.7mi²）である。このうち115.5km²（44.6mi²）が陸地で0.2km²（0.1mi²）が水域である。総面積の0.13%が水域となっている。
ラピッドシティには57701、57702、57703、および57709の4つの郵便番号が割り振られている。

## 交通
ラピッドシティの玄関口となる空港はラピッドシティ地域空港（en:Rapid City Regional Airport）である。ラシュモア山をはじめとする観光の拠点ともなる空港で、ミネアポリス、シカゴ、デンバー、ソルトレイクシティからの便がある。
市の北側を州間高速道路90号線（I-90）が東西に走っている。I-90はシアトルとボストンを結び、大陸を横断する幹線である。サウスダコタ州内では中央よりやや南側を東西に貫き、ラピッドシティと同州の最大都市であるスーフォールズとを結んでいる。なお、州都ピアはI-90から少し離れている。スーフォールズまでは560km、車で所要約5時間である。

## 人口動勢
以下は2000年国勢調査による人口統計データである。
基礎データ
- 人口: 5万,607人
- 世帯数: 2万3969世帯
- 家族数: 1万5220家族
- 人口密度: 516.1人/km²（1,336.7人/mi²）
- 住居数: 2万5096軒
- 住居密度: 217.3軒/km²（562.8軒/mi²）

人種別人口構成
- 白人: 84.33%
- アフリカン・アメリカン: 0.97%
- ネイティブ・アメリカン: 10.14%
- アジア人: 1.00%
- 太平洋諸島系: 0.06%
- その他の人種: 0.73%
- 混血: 2.77%
- ヒスパニック・ラテン系: 2.77%

年齢別人口構成
- 18歳未満: 25.3%
- 18-24歳: 11.8%
- 25-44歳: 28.7%
- 45-64歳: 20.9%
- 65歳以上: 13.2%
- 年齢の中央値: 35歳
- 性比（女性100人あたり男性の人口）
  - 総人口: 96.2
  - 18歳以上: 93.6

世帯と家族（対世帯数）
- 18歳未満の子供がいる: 31.2%
- 結婚・同居している夫婦: 46.7%
- 未婚・離婚・死別女性が世帯主: 12.6%
- 非家族世帯: 36.5%
- 単身世帯: 29.4%
- 65歳以上の老人1人暮らし: 10.0%
- 平均構成人数
  - 世帯: 2.39人
  - 家族: 2.96人

収入と家計
- 収入の中央値
  - 世帯: 35,978米ドル
  - 家族: 44,818米ドル
  - 性別
    - 男性: 30,985米ドル
    - 女性: 21,913米ドル
- 人口1人あたり収入: 19,445米ドル
- 貧困線以下
  - 対人口: 12.7%
  - 対家族数: 9.4%
  - 18歳未満: 17.6%
  - 65歳以上: 6.9%

## 姉妹都市
- 日光市